# Vermosh
Vermosh (in albanese anche Vermoshi) è un villaggio appartenente a Kelmend, frazione del comune albanese di Malësi e Madhe nella prefettura di Scutari. Si tratta del centro abitato più a nord dell'Albania e confina con i comuni montenegrini di Gusinje e Plav. 
Il villaggio è situato nella valle omonima attraversata dal fiume Lumi i Vermoshit, il fiume da cui origina il Lim. A sud di Vermosh, lungo la frontiera nordoccidentale scorre il fiume Cem (in serbo: Cijevna/Цијевна), un affluente del Morača. 
Situato ad un'altitudine di circa 1000 m s.l.m. il villaggio ha un clima molto freddo d'inverno, la neve può arrivare a 1,5 m di altezza, d'estate invece il clima è fresco. L'economia della vallata è fondata su allevamento e agricoltura con una recente apertura al turismo escursionistico.